# Thế giới tự do
Thế giới Tự do là một thuật ngữ xuất hiện vào thời kỳ chiến tranh Lạnh, được sử dụng bởi các quốc gia tư bản không cộng sản (thường là Mỹ và Tây Âu) để mô tả về chính các quốc gia này. "Thế giới Tự do" được các nước tư bản dùng để gọi những quốc gia mà họ coi là có bầu cử công bằng và nhân dân có đầy đủ quyền con người, thuật ngữ này thường được phương Tây dùng để chỉ chính họ trong sự tương phản với các nước khác, ví dụ như các nước thuộc khối Xã hội chủ nghĩa.
Tuy nhiên, thực tế nhiều nước có chính phủ độc tài cũng được phương Tây coi là thuộc "Thế giới tự do", miễn là chính phủ các nước này ủng hộ chủ nghĩa tư bản, là đồng minh của phương Tây và chủ nghĩa chống Cộng. Ví dụ đáng chú ý bao gồm Tây Ban Nha thời phát xít Francisco Franco, Hàn Quốc dưới chính quyền độc tài Phác Chính Hy, Đài Loan dưới chính quyền độc tài Tưởng Giới Thạch, Nam Phi (dưới chế độ Apartheid được Anh quốc ủng hộ) và Hy Lạp (dưới chế độ độc tài quân sự những năm 1960 - 1970). Trong chiến tranh Việt Nam, các nước gửi quân trợ giúp Hoa Kỳ cũng được Hoa Kỳ coi là thuộc "thế giới tự do" và liên minh đó được gọi là "Quân lực thế giới tự do", dù thực tế thì Hàn Quốc và Philippines là những nước có chính phủ độc tài ở thời kỳ đó. Vì vậy, thuật ngữ "Thế giới tự do" bị nhiều người coi là một chiêu bài tuyên truyền lừa dối, mang tính đạo đức giả của phương Tây hơn là dựa theo thực tế.
Từ này thường được các nước tư bản phương Tây sử dụng để mô tả sự đối lập giữa họ với các nước theo chủ nghĩa cộng sản thời Chiến tranh lạnh. Đối lại, các nước có chính phủ ủng hộ chủ nghĩa cộng sản gọi mình là "Khối Xã hội chủ nghĩa" và gọi các nước phương Tây là "Khối tư bản", hoặc "Khối thực dân đế quốc".
Vì vai trò lớn của Hoa Kỳ trong chiến tranh Lạnh, Tổng thống Hoa Kỳ nhiều lúc được báo chí phương Tây gọi là "nhà lãnh đạo của Thế giới Tự do", đặc biệt là ở báo chí tại Hoa Kỳ. Sau năm 1991, cách gọi này được loại bỏ, một phần vì nó kích động Chủ nghĩa bài Mỹ ở các nước khác. Ngày nay, khi chiến tranh Lạnh kết thúc, theo Samuel P. Huntington, thuật ngữ này đã được thay thế bằng khái niệm "cộng đồng thế giới" mà ông lập luận rằng "đã trở thành danh từ hoa mỹ mới (thay thế "thế giới tự do") nhằm hợp pháp hành động tranh đoạt lợi ích của Hoa Kỳ và các cường quốc phương Tây khác trên toàn thế giới". Theo báo Nhân dân tại Việt Nam, Mỹ luôn tự ca ngợi mình là "thế giới tự do" và tự cho mình quyền mang các giá trị "tự do, dân chủ" áp đặt khắp năm châu, trong khi chính nước Mỹ có tỷ lệ tội phạm cao gấp 10 lần các nước phát triển khác, và chính phủ Mỹ còn lập cả hệ thống nhà tù bí mật ở nước ngoài, được điều hành bởi Cục Tình báo Trung ương (CIA), tại đó phạm nhân bị đối xử bất công, vô nhân đạo, vi phạm Công ước Liên Hiệp quốc.